# Love Me (bài hát của Lena Meyer-Landrut)
"Love Me" là ca khúc của nữ ca sĩ người Đức Lena Meyer-Landrut, được cô và Stefan Raab đồng sáng tác. Nó là một trong 3 ca khúc Lena trình bày trong đêm chung kết của Unser Star für Oslo (Our Star for Oslo), một chương trình truyền hình quốc gia nhằm chọn ra thí sinh của Đức tham gia Eurovision Song Contest. Tuy nhiên, khán giả đã chọn "Satellite" trở thành ca khúc Lena sẽ trình bày trong cuộc thi Eurovision Song Contest 2010, diễn ra tại Oslo, Na Uy. Ca khúc "Love Me" của Lena cũng xuất hiện dưới dạng kĩ thuật số vào ngày 13 tháng 3 năm 2010, và nằm trong đĩa đơn maxi Satellite của Lena. Ca khúc cũng lọt vào các BXH của Đức, Áo và Thuỵ Sĩ, lần lượt giành được No.4, No.28 và No.39.
Sau đó, ca khúc "Love Me" được đưa vào album đầu tay của Lena My Cassette Player, phát hành ngày 07 tháng 5 năm 2010.

## Tracklist
| Kĩ thuật số | Kĩ thuật số | Kĩ thuật số                     | Kĩ thuật số | Kĩ thuật số |
| STT         | Nhan đề     | Sáng tác                        | Sản xuất    | Thời lượng  |
| ----------- | ----------- | ------------------------------- | ----------- | ----------- |
| 1.          | "Love Me"   | Stefan Raab, Lena Meyer-Landrut | Stefan Raab | 2:59        |

## Credit
- Hát chính – Lena Meyer-Landrut
- Sản xuất – Stefan Raab
- Nhạc – Stefan Raab
- Lời – Lena Meyer-Landrut
- Hãng đĩa: USFO, Universal Music Deutschland

## Bảng xếp hạng
| Bảng xếp hạng (2010)                            | Vị trí cao nhất |
| ----------------------------------------------- | --------------- |
| Áo (Ö3 Austria Top 40)                          | 28              |
| Trường songid là BẮT BUỘC CHO BẢNG XẾP HẠNG ĐỨC | 4               |
| Thụy Sĩ (Schweizer Hitparade)                   | 39              |